# Richard D. Zanuck
Richard Darryl Zanuck (Los Ángeles, California, 13 de diciembre de 1934 - Los Ángeles, California, 13 de julio de 2012) fue un productor de cine estadounidense.

## Filmografía
- Compulsion (1959)
- Sanctuary (1961)
- Confidencias de mujer (1962)
- The Sound of Music (1965)
- El planeta de los simios (1968)
- Sssssss (1973)
- Willie Dynamite (1974)
- The Sugarland Express (1974)
- The Black Windmill (1974)
- The Girl from Petrovka (1974)
- The Eiger Sanction (1975)
- Tiburón (1975)
- MacArthur (1977)
- Tiburón 2 (1978)
- La isla (1980)
- Neighbors (1981)
- The Verdict (1982)
- Cocoon (1985)
- Target (1985)
- Cocoon: el regreso (1988)
- Paseando a Miss Daisy (1989)
- Rush (1991)
- Rich in Love (1993)
- Clean Slate (1994)
- Wild Bill (1995)
- Mulholland Falls (1996)
- Chain Reaction (1996)
- Deep Impact (1998)
- True crime (1999)
- Rules of Engagement (2000)
- El planeta de los simios (2001)
- Reign of Fire (2002)
- Camino a la perdición (2002)
- Big Fish (2003)
- Charlie y la fábrica de chocolate (2005)
- Sweeney Todd: The Demon Barber of Fleet Street (2007)
- Yes Man (2008)
- Alicia en el país de las maravillas (2010)
- Furia de titanes (2010)
- Sombras tenebrosas (2012)
- No digas no hasta que haya terminado de hablar: La historia de Richard D. Zanuck (2013)

## Premios y nominaciones
Premios Óscar
| Año  | Categoría                 | Película                 | Resultado |
| ---- | ------------------------- | ------------------------ | --------- |
| 1976 | Mejor película            | Tiburón                  | Nominado  |
| 1983 | Óscar a la mejor película | Veredicto final          | Nominado  |
| 1990 | Óscar a la mejor película | Conduciendo a Miss Daisy | Ganador   |